# Ponjanan Timur
Ponjanan Timur is een bestuurslaag in het regentschap Pamekasan van de provincie Oost-Java, Indonesië. Ponjanan Timur telt 6357 inwoners (volkstelling 2010).